# TV Mureș
 (avril 2021).
Si vous disposez d'ouvrages ou d'articles de référence ou si vous connaissez des sites web de qualité traitant du thème abordé ici, merci de compléter l'article en donnant les références utiles à sa vérifiabilité et en les liant à la section « Notes et références ».
TV Mureș ou Maros TV est une chaîne de télévision locale roumaine fondée en 2006. Elle est consacrée à l'actualité de Târgu Mureș et des villes environnantes. Sa programmation est entièrement bilingue roumain/hongrois.